# Liste des batailles de la campagne de Russie
Cet article recense les sièges, les batailles terrestres et navales ayant eu lieu durant la campagne de Russie du 24 juin au 14 décembre 1812.
| Date                                     | Bataille                                       | Gouvernement              | Forces françaises et alliées | Forces russes et alliées                                 | Victoire ou défaite française                                                 |
| ---------------------------------------- | ---------------------------------------------- | ------------------------- | --- | -------------------------------------------------------- | ----------------------------------------------------------------------------- |
| 1er juillet 1812                         | Bataille de Grodno                             | Gouvernement de Grodno    | Empire français | Empire russe                                             | Victoire                                                                      |
| 10 juillet 1812                          | Bataille de Mir                                | Gouvernement de Grodno    | Duché de Varsovie | Empire russe                                             | Défaite                                                                       |
| 19 juillet 1812                          | Bataille d'Ekau (en)                           | Gouvernement de Courlande | Empire français Royaume de Prusse | Empire russe                                             | Victoire                                                                      |
| 23 juillet 1812                          | Bataille de Moguilev                           | Gouvernement de Moguilev  | Empire français | Empire russe                                             | Victoire                                                                      |
| du 24 juillet 1812 au 18 décembre 1812   | Siège de Riga (en)                             | Gouvernement de Livonie   | Empire français | Empire russe Royaume-Uni de Grande-Bretagne et d'Irlande | Défaite                                                                       |
| 25 juillet 1812                          | Bataille d'Ostrovno                            | Gouvernement de Moguilev  | Empire français Royaume de Naples | Empire russe                                             | Victoire                                                                      |
| 26 juillet 1812                          | Bataille de Vitebsk                            | Gouvernement de Vitebsk   | Empire français | Empire russe                                             | Victoire                                                                      |
| 27 juillet 1812                          | Bataille de Kobryn (en)                        | Gouvernement de Grodno    | Royaume de Saxe | Empire russe                                             | Défaite                                                                       |
| 29 juillet 1812                          | Bataille de Klyastitsy                         | Gouvernement de Vitebsk   | Empire français | Empire russe                                             | Défaite                                                                       |
| 8 août 1812                              | Bataille d'Inkovo (en)                         | Gouvernement de Smolensk  | Empire français | Empire russe                                             | Défaite                                                                       |
| 11 août 1812                             | Bataille de Swolna (en)                        | Gouvernement de Vitebsk   | Empire français | Empire russe                                             | Indécise                                                                      |
| 12 août 1812                             | Bataille de Gorodechno (en)                    | Gouvernement de Grodno    | Empire d'Autriche Royaume de Saxe | Empire russe                                             | Victoire                                                                      |
| 14 août 1812                             | Première bataille de Krasnoi (en)              | Gouvernement de Smolensk  | Empire français | Empire russe                                             | Victoire                                                                      |
| 16 août 1812                             | Bataille de Smolensk                           | Gouvernement de Smolensk  | Empire français Duché de Varsovie | Empire russe                                             | Victoire                                                                      |
| 17 août 1812                             | Première bataille de Polotsk                   | Gouvernement de Vitebsk   | Empire français Royaume de Bavière | Empire russe                                             | Indécise                                                                      |
| 19 août 1812                             | Bataille de Valoutina Gora                     | Gouvernement de Smolensk  | Empire français | Empire russe                                             | Victoire                                                                      |
| 22 août 1812                             | Bataille de Dahlenkirchen (en)                 | Gouvernement de Livonie   | Empire français Royaume de Prusse | Empire russe                                             | Victoire                                                                      |
| 5 septembre 1812                         | Bataille de Shevardino (en)                    | Gouvernement de Moscou    | Empire français Royaume de Naples Royaume d'Italie Duché de Varsovie | Empire russe                                             | Victoire                                                                      |
| 7 septembre 1812                         | Bataille de la Moskova où Bataille de Borodino | Gouvernement de Moscou    | Empire français Royaume de Naples Royaume d'Italie Duché de Varsovie Royaume de Bavière Royaume de Saxe Royaume de Westphalie Royaume de Wurtemberg Grand-duché de Hesse                          | Empire russe                                             | Victoire                                                                      |
| 12 septembre 1812                        | Bataille de Zvenigorod (ru)                    | Gouvernement de Moscou    | Empire français | Empire russe                                             | Victoire                                                                      |
| Du 14 septembre 1812 au 19 octobre 1812  | Prise de Moscou                                | Gouvernement de Moscou    | Empire français | Empire russe                                             | Victoire                                                                      |
| Du 14 septembre 1812 au 19 octobre 1812  | Incendie de Moscou                             | Gouvernement de Moscou    | Empire français | Empire russe                                             | Défaite Les incendies détruisent Moscou et les Français abandonnent la ville. |
| 26 septembre 1812                        | Bataille de Mesoten (en)                       | Gouvernement de Courlande | Royaume de Prusse | Empire russe                                             | Victoire                                                                      |
| 18 octobre 1812                          | Bataille de Winkowo                            | Gouvernement de Kalouga   | Empire français Royaume de Naples | Empire russe                                             | Défaite                                                                       |
| du 18 au 20 octobre 1812                 | Seconde bataille de Polotsk                    | Gouvernement de Vitebsk   | Empire français | Empire russe                                             | Défaite                                                                       |
| 24 octobre 1812                          | Bataille de Maloïaroslavets                    | Gouvernement de Kalouga   | Empire français | Empire russe                                             | Indécise                                                                      |
| 31 octobre 1812                          | Bataille de Czaśniki                           | Gouvernement de Vitebsk   | Empire français | Empire russe                                             | Défaite                                                                       |
| 3 novembre 1812                          | Bataille de Viazma                             | Gouvernement de Smolensk  | Empire français Royaume de Naples Duché de Varsovie Royaume de Bavière Royaume de Saxe Royaume de Westphalie Royaume de Wurtemberg Grand-duché de Hesse Grand-duché de Berg Grand-duché de Bade   | Empire russe                                             | Défaite                                                                       |
| 9 novembre 1812                          | Bataille de Liakhovo (en)                      | Gouvernement de Smolensk  | Empire français | Empire russe                                             | Défaite                                                                       |
| 13 novembre 1812                         | Bataille de Nowo Schwerschen (en)              | Gouvernement de Minsk     | Grand-duché de Lituanie Duché de Varsovie | Empire russe                                             | Défaite                                                                       |
| du 13 au 14 novembre 1812                | Bataille de Smoliani                           | Gouvernement de Vitebsk   | Empire français | Empire russe                                             | Défaite                                                                       |
| du 14 au 16 novembre 1812                | Bataille de Wolkowisk (en)                     | Gouvernement de Grodno    | Empire français Empire d'Autriche Royaume de Saxe | Empire russe                                             | Victoire                                                                      |
| 15 novembre 1812                         | Bataille de Kaidanowo (en)                     | Gouvernement de Grodno    | Empire français Grand-duché de Lituanie Duché de Varsovie Royaume de Wurtemberg | Empire russe                                             | Défaite                                                                       |
| du 15 au 18 novembre 1812                | Bataille de Krasnoï                            | Gouvernement de Smolensk  | Empire français Duché de Varsovie | Empire russe                                             | Défaite                                                                       |
| 21 novembre 1812                         | Bataille de Borisov                            | Gouvernement de Minsk     | Empire français Duché de Varsovie | Empire russe                                             | Défaite                                                                       |
| 23 novembre 1812                         | Bataille de Loschniza (en)                     | Gouvernement de Minsk     | Empire français Duché de Varsovie | Empire russe                                             | Victoire                                                                      |
| du 26 au 29 novembre 1812                | Bataille de la Bérézina                        | Gouvernement de Minsk     | Empire français Duché de Varsovie Royaume d'Italie Royaume de Naples Royaume de Westphalie Royaume de Wurtemberg Royaume de Saxe Royaume de Westphalie Royaume de Wurtemberg Grand-duché de Hesse | Empire russe                                             | Indécise                                                                      |
| du 29 novembre 1812 au 26 décembre 1812  | De la Bérézina au Niémen (ru)                  | Biélorussie et Lituanie   | Empire français | Empire russe                                             | Défaite                                                                       |
| du 29 novembre 1812 au 1er décembre 1812 | Bataille de Pleshchenitsy (ru)                 | Gouvernement de Minsk     | Empire français | Empire russe                                             | Défaite                                                                       |
| du 4 au 5 décembre 1812                  | Bataille de Molodechno (ru)                    | Gouvernement de Minsk     | Empire français | Empire russe                                             | Défaite                                                                       |